# Seddon Atkinson

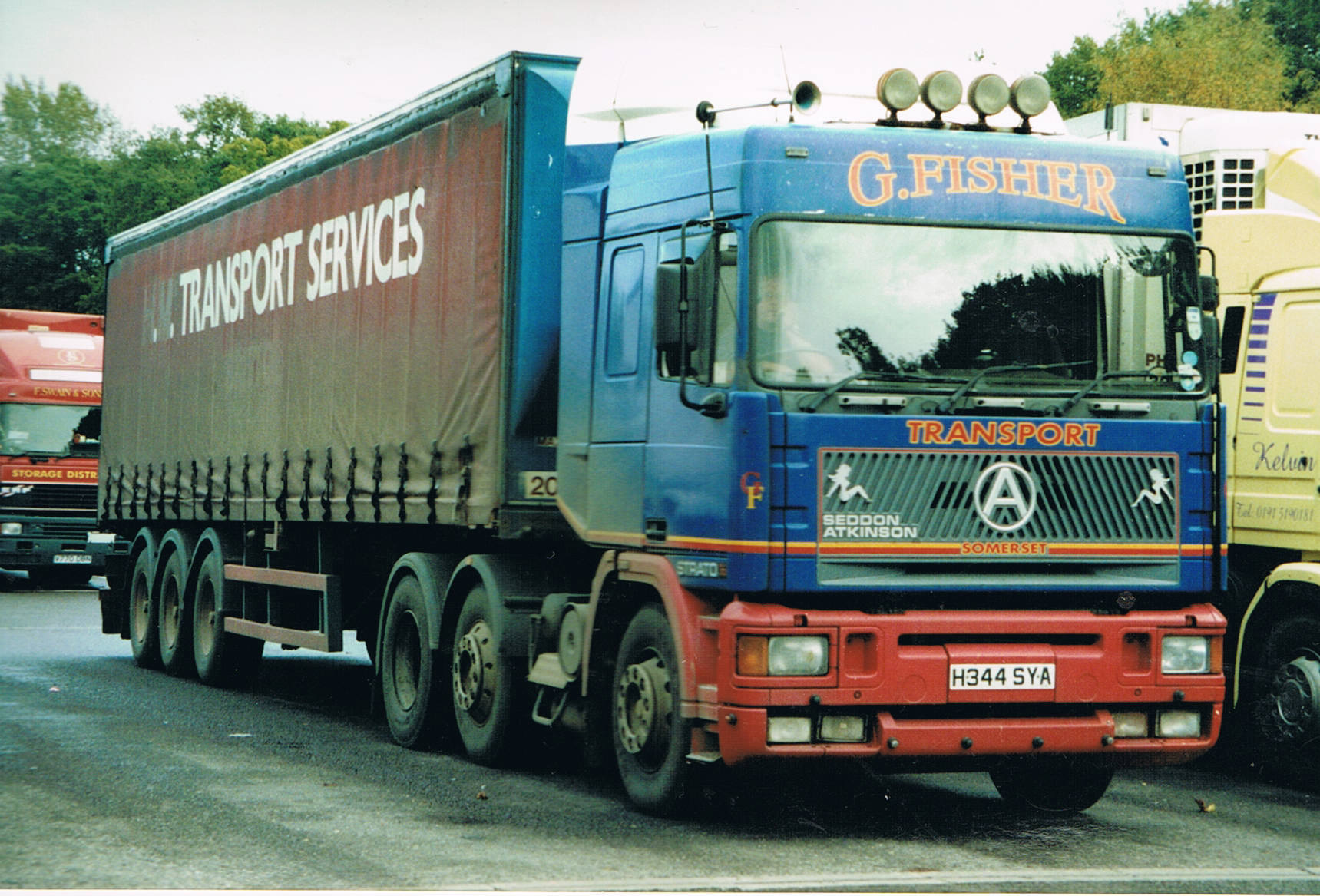
Seddon Atkinson Strato I

Seddon Atkinson was een producent van vrachtwagens en autobussen en ontstond in 1970 uit de overname van Atkinson Lorries door Seddon. De firma's hadden fabrieken in Oldham en Walton-le-Dale.
Tot 1975 bleven beide fabrieken onafhankelijk van elkaar hun respectievelijke modellen produceren. In 1975 ontstond de eerste gezamenlijke serie. Het ging om de Seddon Atkinson 400-serie, gevolgd door de Seddon Atkinson 200-serie, om vervolgens afgerond te worden door de Seddon-Atkinson 300-serie. De cabines werden ontworpen door Ogle en werden bij Motor Panels gebouwd. De aandrijving kwam van International Harvester-motoren in de 200- en 300-serie, terwijl de 400-serie meer motoropties had, met motoren van Cummins, Gardner en Rolls-Royce.
Seddon Atkinson werd in 1974 overgenomen door International Harvester, die het bedrijf in 1984 aan het Spaanse Enasa verkocht. Dit bedrijf bracht Seddon Atkinson bij Pegaso. Eind jaren '80 werd de Seddon Atkinson Strato geïntroduceerd. Deze had dezelfde cabine als de DAF 95 en de Pegaso Troner.
In 1991 werd Pegaso en daarmee Seddon Atkinson overgenomen door Iveco en kreeg de opvolger van de Strato de cabine van de Iveco Eurotech. Het bedrijf produceerde tot 2005 in relatief geringe aantallen vrachtwagens, waarna de productie korte tijd naar Madrid verhuisde, om daarna volledig te stilgelegd te worden, waarna ook de merknaam voorgoed verdween.